# Michel Nourry
Michel Nourry (ur. 11 stycznia 1946 roku w Vente-de-Barse) – francuski kierowca wyścigowy.

## Kariera
Nourry rozpoczął karierę w międzynarodowych wyścigach samochodowych w 1993 roku od startów we Francuskim Pucharze Porsche Carrera. Z dorobkiem sześciu punktów uplasował się na 22 pozycji w klasyfikacji generalnej. W późniejszych latach Francuz pojawiał się także w stawce French GT Championship, 24-godzinnego wyścigu Le Mans, Porsche Supercup, V de V Endurance VHC, V de V Challenge Endurance Moderne, Światowego Pucharu Porsche Carrera oraz Championnat de France FFSA GT.